# Annemarie Moser-Pröll
Annemarie Moser-Pröll   (Kleinarl, 27 de març de 1953) és una esquiadora austriaca, actualment ja retirada. Nascuda a Kleinarl, Salzburg, va ser l'esquiadora alpina de més èxit durant la dècada dels setanta, amb sis títols generals, inclosos cinc consecutius. Moser-Pröll va gaudir dels seus majors èxits en les disciplines de descens, eslàlom gegant i curses combinades. L'any 1980, el darrer com a competidora, va aconseguir la seva tercera medalla olímpica, la primera d'or a Lake Placid i va guanyar cinc proves de la Campionat del Món d'esquí alpí. La seva germana petita, Cornelia Pröll, també va ser campiona olímpica d'esquí alpí.

## Carrera professional
Va començar a esquiar amb quatre anys amb uns esquís fets manualment pel seu pare. De seguida es va manifestar com una sòlida competidora.
Durant la seva carrera, Moser-Pröll va guanyar la Copa del Món d'esquí alpí femenina sis vegades, incloent cinc victòries consecutives entre els anys 1971 i 1975. Acumula 62 victòries individuals, sent la tercera esquiadora amb més victòries per darrere de Lindsey Vonn i Mikaela Shiffrin. Quan al percentatge de victòries, tenint en compte el total de curses a les que va participar es del 35,4%, només seperada per Mikaela Shiffrin qui n'ha guanyat el 37.5%. Va guanyar cinc campionats del Món d'esquí alpí (3 en descens, 2 en cursa combinada) i un medalla d'or Olímpic. De tots els esquiadors és l'única que ha guanyat onze curses consecutives.
El Per poder guanyar la seva primera i única medalla d'or en uns jocs olímpics va haver de recórrer un llarg camí: als jocs de Sapporo, Japó, del 1972, va ser considerada la clara favorita de l'eslàlom gegant i descens, però en les dues disciplines va acabar segona, per darrere de Suïssa Marie-Theres Nadig. Després d'aconseguir cinc títols consecutius a la Copa del Món d'esquí alpí femenina, va interrompre la seva participació en competicions, per tenir cura del seu pare malalt, afectat de càncer de pulmó. No va poder participar en la Copa del Món de l'any 1976 ni Jocs Olímpics d'Hivern del 1976, celebrats a Innsbruck, Àustria, el seu país. Després de la mort del seu pare el 1976 va reprendre la competició posicionant-se aviat entre les millors, amb el segon lloc a la classificació general de la Copa del Món durant dues temporades seguides (1977 i 1978) i quedant en primer lloc l'any 1979. Als Jocs Olímpics d'Hivern de 1980 a Lake Placid, Estats Units, va acabar la seva extraordinària carrera guanyant la medalla d'or de descens, amb la seva rival de 1972, Marie-Theres Nadig, de nou al podi amb la medalla de bronze.
Algunes setmanes després dels Jocs Olímpics de 1980, es va retirar de la competició i va muntar el seu propi cafè, el "Weltcup-Café Annemarie" a Kleinarl, decorat amb la seva col·lecció de copes i trofeus.
Es va casar amb Herbert Moser el 1974 i la seva filla Marion va néixer el 1982. El desembre de 2003 va néixer el seu primer net.

## Palmarès i reconeixements

### Jocs olímpics d'hivern
| Temporada        | Eslàlom  | Eslàlom gegant | Descens |
| ---------------- | -------- | -------------- | ------- |
| Sapporo 1972     | 5        | 2              | 2       |
| Lake Placid 1980 | 1a ronda | 6              | 1       |

### Copa del Món d'esquí alpí

#### Classificació per temporades
| Temporada | General | Eslàlom | Eslàlom gegant | Descens |
| --------- | ------- | ------- | -------------- | ------- |
| 1969      | 16      | 15      | —              | 5       |
| 1970      | 6       | 14      | 3              | 8       |
| 1971      | 1       | 3       | 1              | 1       |
| 1972      | 1       | 9       | 1              | 1       |
| 1973      | 1       | 18      | 2              | 1       |
| 1974      | 1       | 5       | 7              | 1       |
| 1975      | 1       | 4       | 1              | 1       |
| 1977      | 2       | 11      | 3              | 2       |
| 1978      | 2       | 8       | 5              | 1       |
| 1979      | 1       | 2       | 12             | 1       |
| 1980      | 2       | 3       | 7              | 2       |

#### Curses guanyades
| Temporada | Data       | Lloc                                     | Especialitat    |
| --------- | ---------- | ---------------------------------------- | --------------- |
| 1970      | 17-01-1970 | Maribor, Iugoslàvia                      | Eslàlom gegant  |
| 1971      | 06-01-1971 | Maribor, Iugoslàvia                      | Eslàlom         |
| 1971      | 29-01-1971 | St. Gervais, França                      | Eslàlom         |
| 1971      | 18-02-1971 | Sugarloaf, ME, USA                       | Descens         |
| 1971      | 19-02-1971 | Sugarloaf, ME, USA                       | Descens         |
| 1971      | 10-03-1971 | Abetone, Itàlia                          | Eslàlom gegant  |
| 1971      | 11-03-1971 | Abetone, Itàlia                          | Eslàlom gegant  |
| 1971      | 14-03-1971 | Åre, Suècia                              | Eslàlom gegant  |
| 1972      | 03-12-1971 | St. Moritz, Suïssa                       | Descens         |
| 1972      | 17-12-1971 | Bardonecchia, Itàlia                     | Descens         |
| 1972      | 12-01-1972 | Bad Gastein, Àustria                     | Descens         |
| 1972      | 18-01-1972 | Grindelwald, Suïssa                      | Descens         |
| 1972      | 22-01-1972 | St. Gervais, França                      | Eslàlom gegant  |
| 1972      | 19-02-1972 | Banff, AB, Canadà                        | Eslàlom gegant  |
| 1972      | 25-02-1972 | Crystal Mtn., WA, USA                    | Descens         |
| 1972      | 01-03-1972 | Heavenly Valley, CA, USA                 | Eslàlom gegant  |
| 1973      | 07-12-1972 | Val d'Isère, França                      | Eslàlom gegant  |
| 1973      | 19-12-1972 | Saalbach, Àustria                        | Descens         |
| 1973      | 20-12-1972 | Saalbach, Àustria                        | Eslàlom gegant  |
| 1973      | 09-01-1973 | Pfronten, República Democràtica Alemanya | Descens         |
| 1973      | 10-01-1973 | Pfronten, República Democràtica Alemanya | Descens         |
| 1973      | 16-01-1973 | Grindelwald, Suïssa                      | Descens         |
| 1973      | 20-01-1973 | St. Gervais, França                      | Eslàlom gegant  |
| 1973      | 25-01-1973 | Chamonix, França                         | Descens         |
| 1973      | 02-02-1973 | Schruns, Àustria                         | Descens         |
| 1973      | 10-02-1973 | St. Moritz, Suïssa                       | Descens         |
| 1973      | 02-03-1973 | Mt. St. Anne, QC, Canadà                 | Eslàlom gegant  |
| 1974      | 03-121973  | Val d'Isere, França                      | Descens         |
| 1974      | 19-12-1973 | Zell am See, Àustria                     | Descens         |
| 1974      | 05-01-1974 | Pfronten, República Democràtica Alemanya | Descens         |
| 1974      | 23-01-1974 | Bad Gastein, Àustria                     | Descens         |
| 1975      | 07-12-1974 | Val d'Isere, França                      | Descens         |
| 1975      | 12-12-1974 | Cortina d'Ampezzo, Itàlia                | Descens         |
| 1975      | 15-12-1974 | Maribor, Iugoslàvia                      | Eslàlom gegant  |
| 1975      | 09-01-1975 | Grindelwald, Suïssa                      | Descens         |
| 1975      | 10-01-1975 | Grindelwald, Suïssa                      | Eslàlom gegant  |
| 1975      | 10-01-1975 | Grindelwald, Suïssa                      | Cursa combinada |
| 1975      | 11-01-1975 | Grindelwald, Suïssa                      | Eslàlom gegant  |
| 1975      | 16-01-1975 | Schruns, Àustria                         | Cursa combinada |
| 1975      | 31-01-1975 | St. Gervais, França                      | Cursa combinada |
| 1975      | 22-02-1975 | Naeba, Japó                              | Eslàlom gegant  |
| 1977      | 15-12-1976 | Cortina d'Ampezzo, Itàlia                | Descens         |
| 1977      | 16-12-1976 | Cortina d'Ampezzo, Itàlia                | Cursa combinada |
| 1978      | 06-01-1978 | Pfronten, República Democràtica Alemanya | Descens         |
| 1978      | 07-01-1978 | Pfronten, República Democràtica Alemanya | Descens         |
| 1978      | 09-01-1978 | Garmisch, República Democràtica Alemanya | Descens         |
| 1978      | 13-01-1978 | Les Diablerets, Suïssa                   | Descens         |
| 1978      | 11-03-1978 | Bad Gastein, Àustria                     | Descens         |
| 1978      | 12-03-1978 | Bad Kleinkirchheim, Àustria              | Descens         |
| 1978      | 17-03-1978 | Arosa, Suïssa                            | Eslàlom gegant  |
| 1979      | 09-12-1978 | Piancavallo, Itàlia                      | Descens         |
| 1979      | 17-12-1978 | Val d'Isere, França                      | Descens         |
| 1979      | 12-01-1979 | Les Diablerets, Suïssa                   | Descens         |
| 1979      | 17-01-1979 | Meiringen, Suïssa                        | Descens         |
| 1979      | 19-01-1979 | Meiringen, Suïssa                        | Cursa combinada |
| 1979      | 26-01-1979 | Schruns, Àustria                         | Descens         |
| 1979      | 04-02-1979 | Pfronten, República Democràtica Alemanya | Cursa combinada |
| 1979      | 02-03-1979 | Lake Placid, NY, USA                     | Descens         |
| 1980      | 14-12-1979 | Piancavallo, Itàlia                      | Cursa combinada |
| 1980      | 15-12-1979 | Piancavallo, Itàlia                      | Eslàlom         |
| 1980      | 06-01-1980 | Pfronten, República Democràtica Alemanya | Descens         |

### Campionat del Món d'esquí alpí
| Temporada                                     | Eslàlom gegant | Descens | Cursa combinada |
| --------------------------------------------- | -------------- | ------- | --------------- |
| 1970 Val Gardena, Itàlia                      | -              | 3       | 6               |
| 1972 Sapporo, Japó                            | 2              | 2       | 1               |
| 1974 St. Morirz, Suïssa                       | 4              | 1       | -               |
| 1978 Garmisch, República Democràtica Alemanya | 3              | 1       | 1               |
| 1980 Lake Placid, USA                         | -              | 1       | -               |